# Покровська сільська рада (Топчихинський район)
Покро́вська сільська рада (рос. Покровский сельский совет) — сільське поселення у складі Топчихинського району Алтайського краю Росії.
Адміністративний центр та єдиний населений пункт — село Покровка.

## Населення
Населення — 403 особи (2019; 444 в 2010, 521 у 2002).